# Kia Soul
El Kia Soul es un sedán de carrocería ampliada (muchas veces confundido con una camioneta) del segmento B producido por el fabricante coreano de automóviles Kia Motors desde febrero de 2009. Es un cinco plazas con carrocería de cinco puertas, motor delantero transversal y tracción delantera, que se fabrica en Gwangju, Corea del Sur. Algunos de sus competidores son el Citroën C3 Picasso, el Fiat Idea, el Mini Countryman, el Nissan Murano, el Toyota Highlander, el Suzuki S-Cross.

## Primera generación (AM, 2009–2014)

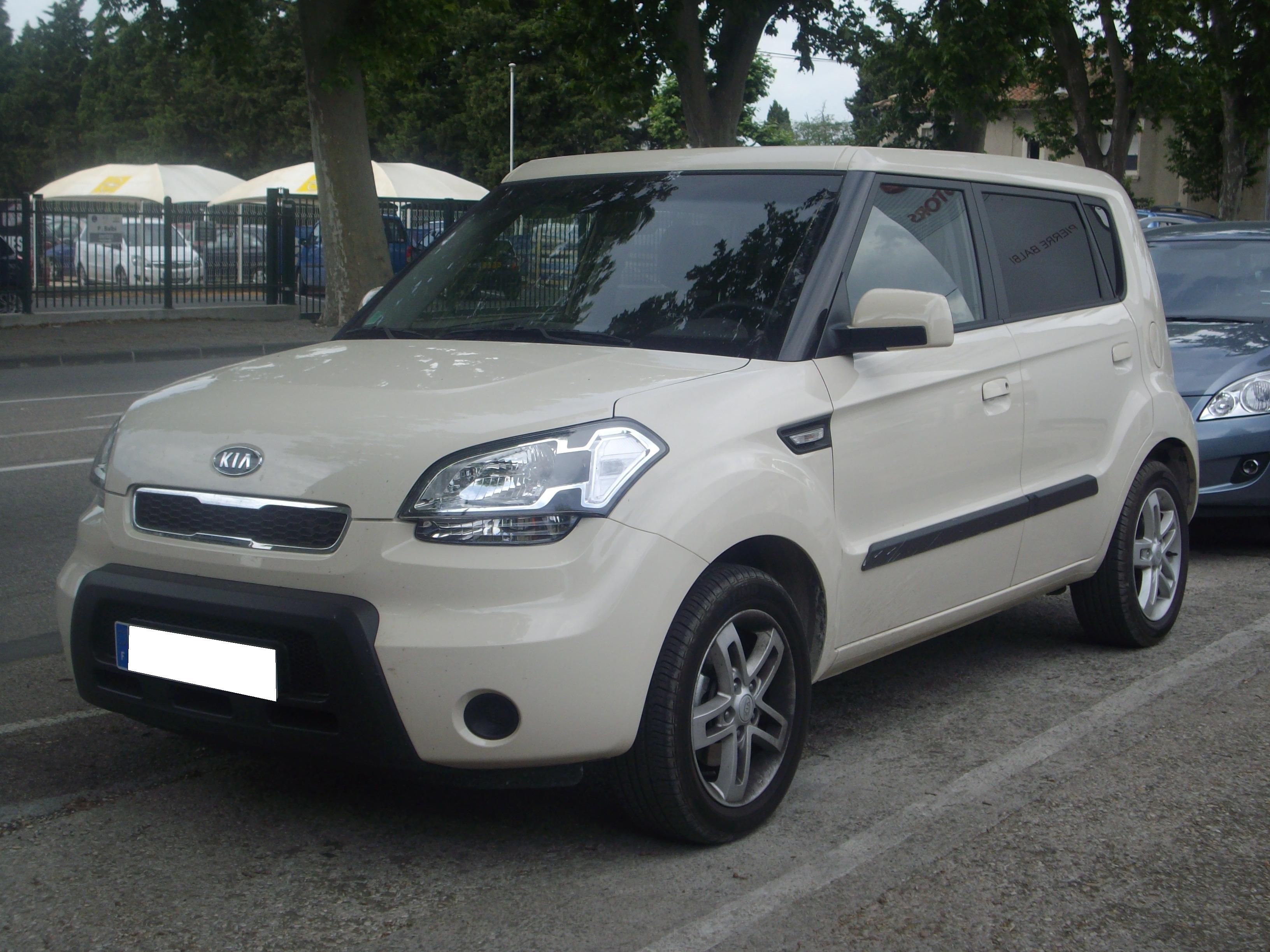
Kia Soul de primera generación.

En un principio, los dos motores de gasolina del Soul son un 1.6 litros de 124 CV y un 2.0 litros de 144 CV, ambos atmosféricos y de cuatro cilindros en línea. En tanto, el Diésel es un cuatro cilindros en línea de 1.6 litros y 126 CV, equipado con turbocompresor e inyección directa alimentada por common-rail. Las cajas de cambios disponibles son una manual de cinco marchas y una automática de cuatro marchas.
El Soul se presentó por primera vez como prototipo en el Salón del Automóvil de Detroit de 2006. En el Salón del Automóvil de Ginebra de 2008 se exhibieron tres unidades de preproducción, con distintos temas estilísticos: "Soul Burner", "Soul Diva" y "Soul Searcher". Para el Salón del Automóvil de París de 2008 se mostró una variante híbrida. Su motor de gasolina de 1.6 litros está asociado a un motor eléctrico de 15 kW, que funciona mediante energía eléctrica obtenida con frenos regenerativos. En el Salón de Detroit de 2008 se exhibió el Soulster, que tiene dos puertas laterales, cuatro plazas y techo plegable. Mini

## Segunda generación (PS, 2014–2019)
El diseño de la segunda generación de Kia Soul se basó en el concepto Track'ster. Incluía un 28,7 por ciento de aumento en la rigidez de torsión sobre la anterior, más largo 2570 mm (101 pulgadas) de distancia entre ejes, anchura total que se amplió a 1800 mm (71 pulgadas) y la misma altura total de 1.600 mm (63,0 pulgadas), parabrisas panorámico, montaje elevado de las luces traseras, gran entrada de aire trapezoidal inferior del Track'ster, singular panel «flotante» del color de la carrocería en la puerta trasera del Track'ster, el diseño de la consola central de Track'ster. El vehículo se dio a conocer en el 2013 Salón del Automóvil de Nueva York,  seguido por el 2013 Salón del Automóvil de Fráncfort.

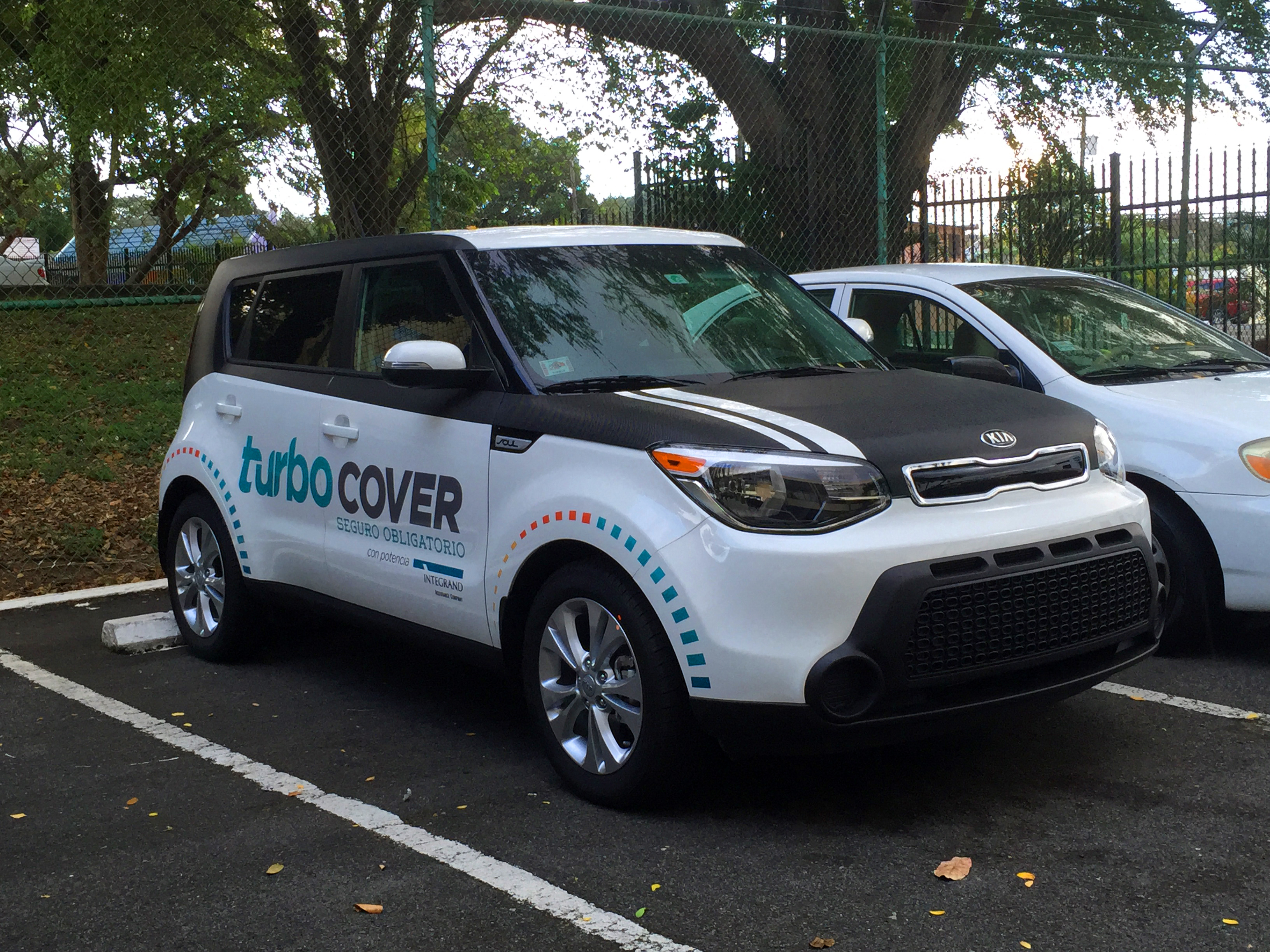
Vista frontal de 2015 Soul Plus utilizado promocionalmente

En EE. UU. salió a la venta el vehículo como modelo 2014. Los primeros modelos incluyen una opción de 1.6 Gamma GDI o 2.0 motores Nu MPI, manual de 6 velocidades o una transmisión automática de 6 velocidades; Base Soul, Soul Plus y Soul Exclamar niveles de acabado. En la reciente visita a Korea, el Papa Francisco usó como Papamóvil este vehículo.
El modelo europeo se salió a la venta a principios de 2014, con el lanzamiento en el Reino Unido en la primavera de 2014. Los primeros modelos incluyen una opción de 1.6 litros GDI gasolina o motores diésel CRDi (de última generación Kia Soul), manual de seis velocidades o una transmisión automática, tres colores diferentes de techo (negro, blanco y rojo), una selección de 11 colores de carrocería. Modelos de mercado de Corea reciben los mismos dos motores, con el motor de gasolina de dos litros actualmente reservado para los compradores norteamericanos. Se informa El color verde ácido Reino Unido a tener problemas de lacas y pinturas sobre todo con los paneles de plástico de acuerdo a los propietarios y operadores.

## Rendimiento
La segunda generación del KIA Soul utiliza los mismos fundamentos como la segunda generación KIA CEE'D hatchback. Así, el chasis es ahora 29 por ciento más rígida que la del modelo anterior. Además del chasis, el cuerpo también ha soportado el fortalecimiento de uso de acero de ultra alta resistencia , lo que hace que sea 66 por ciento más rígida sobre el antiguo modelo. El subchasis delantero utiliza cuatro casquillos (la primera generación no tiene ninguno) y los amortiguadores en la barra de torsión trasera se montan ahora permite verticalmente para más recorrido de suspensión. A favor de todos los refuerzos y templado, la seguridad y la rigidez, junto con el manejo y el rendimiento general del coche se han mejorado.
Por otro lado, en 2014 ha entrado en producción el Kia Soul EV, un coche eléctrico de segunda generación.

## Versiones

### Zona Roja
Es una versión limitada (2000 unidades) de 2014 Kia Soul Plus con el color del cuerpo blanco, kit de carrocería con detalles en rojo, rediseñada parrilla frontal, fascias delantera y trasera, y faldones laterales; costumbre llantas de aleación de 18 pulgadas, la gasolina de 2.0 litros de inyección directa (GDI) motor de cuatro cilindros, transmisión automática de seis velocidades, asientos de tela color negro con costuras rojas, volante de cuero, de cuero negro campana tablero con costuras rojas, piso alfombrado negro esteras con ribetes rojos, pedales deportivos; desplazar la perilla anillo, anillo de salida de humos, altavoces de guion y la bandeja de la consola recortar en rojo.

### Eléctrico

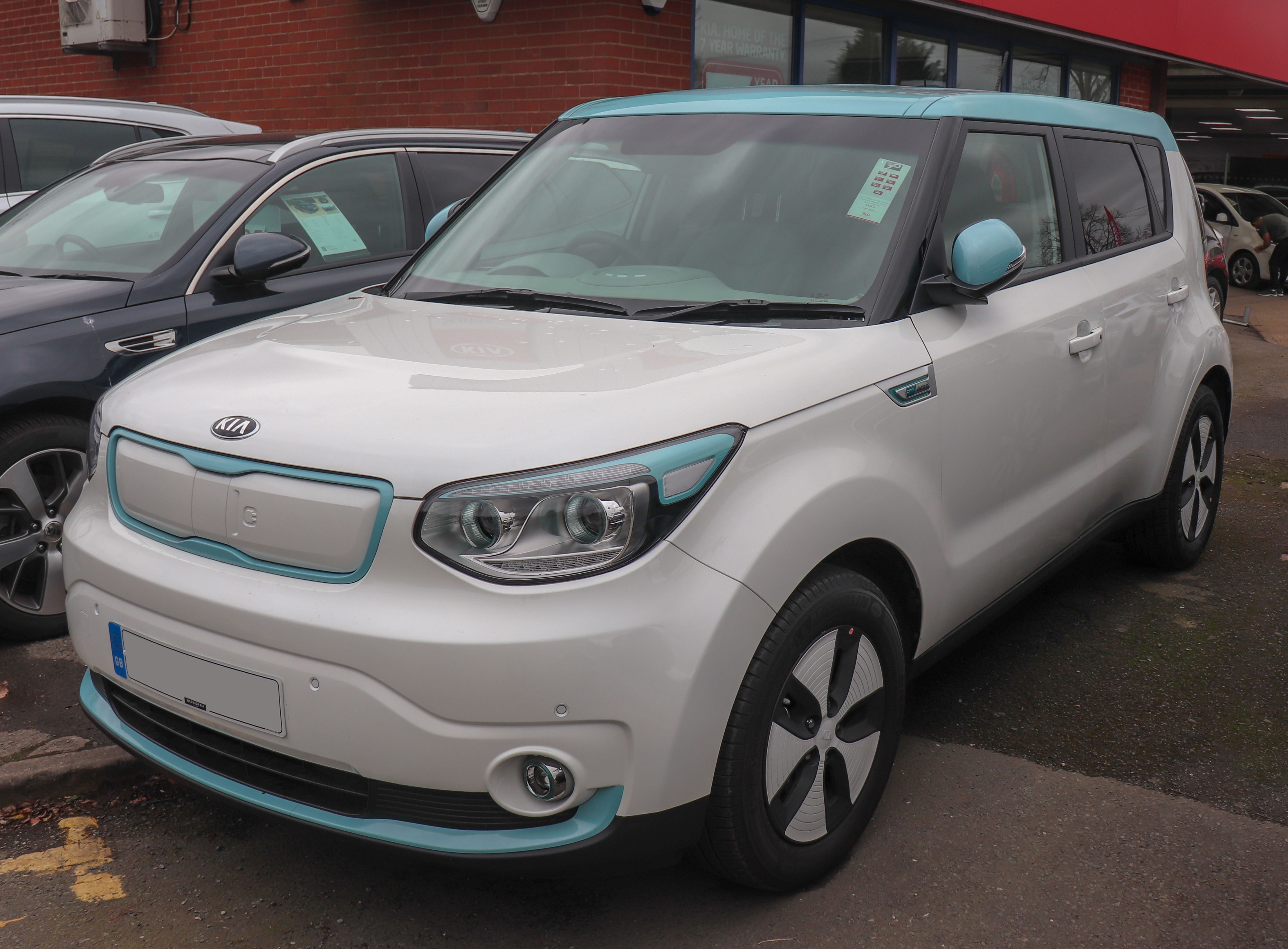
Kia Soul EV

El Kia Soul EV se comercializa desde 2014. Tiene un motor de 81,4 kW que le proporciona una potencia de 110 CV. La velocidad máxima es de 145 km/h, acelera de 0 a 100 km/h en 12 segundos y cuenta con una autonomía de unos 200 km.